# Konsortialgeschäft
Das Konsortialgeschäft ist ein Bankgeschäft eines Kreditinstituts, das dieses nicht alleine, sondern im Rahmen eines Konsortiums für seine Bankkunden durchführt. 

## Rechtsgrundlagen
Die in einem Konsortium zusammengefassten Kreditinstitute bilden nach deutschem Recht eine Gesellschaft bürgerlichen Rechts (GbR oder auch BGB-Gesellschaft) nach den §§ 705 ff. BGB. Die gemeinschaftliche Geschäftsführung und Vertretung (§§ 709, § 714 BGB) wird regelmäßig im Konsortialvertrag abbedungen und einem Konsortialmitglied übertragen. Ein Konsortium dieser Art kann organisiert sein als Innen- oder Außenkonsortium, je nachdem, ob der Bankkunde über die Gründung und die Mitglieder eines Bankkonsortiums informiert wird oder nicht.
Das Außenkonsortium tritt gegenüber dem Bankkunden als solches in  Vertragsbeziehungen, wobei der Konsortialführer gegenüber dem Bankkunden auch im Namen des Konsortiums handelt. Beim Innenkonsortium handelt der Konsortialführer ausschließlich im eigenen Namen, aber für Rechnung der Konsortialbanken, die beim offenen Innenkonsortium dem Bankkunden bekannt gegeben werden. Rechtsbeziehungen bestehen beim Innenkonsortium ebenfalls nur zwischen dem Bankkunden und dem Konsortialführer. Die Form des Innenkonsortiums wird häufig gewählt, um nach Abschluss des Konsortialvertrags den Kreis der Konsortialbanken ohne Mitwirkung des Bankkunden autonom ändern zu können. Nur als Außenkonsortium genießt es Rechts- und Parteifähigkeit und kann somit Inhaber einer Forderung oder Schuldnerin des Bankkunden werden. Abweichend von § 709 BGB liegt die Geschäftsführungsbefugnis beim Konsortialführer, die mindestens die Führung der Verhandlungen mit dem Bankkunden umfasst. Nach der Rechtsprechung des BGH haften die Konsortialbanken akzessorisch für Pflichtverletzungen der Konsortialführerin. Diese Außenhaftung kann im Konsortialvertrag verteilt werden auf die Innenhaftung innerhalb des Konsortiums. Für das Innenverhältnis zwischen Konsortialführer und den Konsortialbanken gelten die Vorschriften über den Geschäftsbesorgungsvertrag (§§ 675 ff. BGB). Beim zentralisierten Konsortium wird die Geschäftsabwicklung vom Konsortialführer übernommen, der im Innenverhältnis mit den Konsortialbanken quotal abrechnet, weswegen das Innenkonsortium regelmäßig als zentralisiertes Konsortium geführt wird. Alleiniger Gläubiger der Forderungen und alleiniger Schuldner der Leistungen ist in beiden Fällen der Konsortialführer, so dass der Bankkunde auch nur gegen diesen eine einheitliche Forderung/Verbindlichkeit bilanzieren muss.

## Arten
Häufigste Arten im Konsortialgeschäft sind die Emission von Wertpapieren (Emissionskonsortium), die Gewährung von Krediten (Konsortialkredit) oder die gemeinsame Verwaltung von Kreditsicherheiten im Rahmen eines Sicherheitenpools.

### Emissionskonsortium
Das Emissionskonsortium führt im Rahmen der Geschäftsbesorgung für einen Emittenten die Begebung von Wertpapieren (insbesondere Aktien oder Anleihen; Börsengang) durch, indem es diese auf dem Kapitalmarkt platziert oder im Eigenbestand hält. Das Konsortium berät und begleitet den Emittenten in den verschiedenen Phasen der Emission. Erste Phase ist die Bedarfsermittlung, der die Prospekterstellung folgt. Danach wird das Zulassungsverfahren für die zu emittierenden Wertpapiere in Zusammenarbeit mit den entsprechenden Börsen-, Aufsichts- und Abwicklungsstellen betrieben. Dieses sind in Deutschland insbesondere die Deutsche Börse, die BaFin sowie die Clearstream. Stellt das Konsortium gemeinsam mit dem Emittenten den Zulassungsantrag für die Börse, übernimmt es die volle Prospekthaftung; im Innenverhältnis zum Emittenten wird dann regelmäßig ein Freistellungsanspruch aus der Haftung als Prospektveranlasser vereinbart. Nach Zulassung folgt schließlich die Platzierung, für die dem Emissionskonsortium als Vertriebswege insbesondere die Börse, das Private Placement (Direktvertrieb über die Filialen der Konsortialbanken) oder die Übernahme in den Eigenbestand zur Verfügung stehen. Die Konsortialquoten bemessen sich dabei nach der individuellen Platzierungskraft jeder Konsortialbank.

### Konsortialkredit
Hauptartikel: Konsortialkredit
Das Bankenkonsortium schließt sich zum Zwecke der gemeinsamen Kreditgewährung an einen Kreditnehmer zusammen. Dabei können die Phasen der Bedarfsermittlung und der bedarfsgerechten Anpassung der Kredithöhe, Kreditarten und Kreditlaufzeiten (sog. Financial engineering), Erstellung des Kreditvertrages und dessen Durchführung unterschieden werden. Anders als beim Emissionskonsortium werden die Konsortialbanken beim Konsortialkredit die übernommenen Konsortialquoten in aller Regel im Eigenbestand halten, so dass sie bereits vor dem Einstieg in das Konsortium die einzugehenden Kreditrisiken kalkulieren können. Zwar enthalten Konsortialkreditverträge meist eine Abtretbarkeitsklausel, doch macht diese den Weiterverkauf von Krediten auf den Sekundärmärkten (Kredithandel) häufig von der Zustimmung des Konsortialführers oder gar Kreditnehmers abhängig. Wegen der im Vergleich zum Emissionskonsortium mangelnden Alternativen zum Eigenbestand erfordern die Entscheidungsprozesse bei Konsortialkrediten in Banken meistens einen längeren Zeitaufwand als beim Emissionskonsortium. 

## Mitglieder des Konsortiums
Das Konsortium ist streng hierarchisch gegliedert. Der Konsortialführer, der meist auch die höheren Konsortialquoten übernimmt, führt die Konsortialbanken. 

### Konsortialführer
Der (Sole mandated lead arranger) oder die Konsortialführer (Joint mandated lead arrangers) übernimmt als primus inter pares die Koordination zwischen dem Konsortium und dem Bankkunden sowohl bei der Erstellung des Konsortialvertrages als auch bei der Abwicklung des Konsortialgeschäfts. Ihm obliegt – abweichend von § 709 BGB – die alleinige Geschäftsführungsbefugnis, die mindestens aus der Verhandlungsführung mit dem Bankkunden besteht.

### Konsortialbanken
Die Konsortialbanken lassen sich – je nach Größe des Konsortiums – unterteilen in Lead Arrangers, Arrangers, Managers, Co-Lead Managers und bloße Participants. Diese hierarchische Gliederung hängt lediglich mit den aus dem Konsortialgeschäft übernommenen Konsortialquoten zusammen und hat ansonsten keine rechtlichen Auswirkungen. Die Konsortialbanken übernehmen einen bestimmten prozentualen Anteil am gesamten Volumen des Konsortialgeschäfts, die so genannte Konsortialquote. Um die Haftung der Konsortialbanken auf ihre Konsortialquoten zu beschränken, ist eine ausdrückliche Haftungsbegrenzung im Konsortialvertrag erforderlich, wobei eine nach außen kenntlich gemachte Regelung im Innenverhältnis nicht genügt.

### Sales-Agents
Ebenfalls dem Konsortium zugerechnet werden teilweise einige Banken, die als Sales-Agent fungieren. Diese haben jedoch keine Underwriting-Funktion und sind somit noch unterhalb der Co-Manager anzuordnen. Sales-Agents sind quasi Vertriebskooperationspartner, die bei einem Börsengang z. B. als Direktbank einen vergleichsweise geringen Teil der Aktien an Privatkunden verteilen.

## Konsortialvorbehalt oder Underwriting
Ein (strenger) Syndizierungs- oder Konsortialvorbehalt des Konsortialführers steht unter der Bedingung, dass die endgültige Höhe des Platzierungsvolumens von Wertpapieren oder die endgültige Höhe der Kreditgewährung von den zu übernehmenden Konsortialanteilen der Konsortialbanken abhängig ist (best effort). Der Konsortialführer macht dabei die Platzierung einer Emission oder die Gewährung eines Konsortialkredites von den vorliegenden Konsortialzusagen der Konsortialbanken abhängig. Wird die vorgesehene Kredithöhe oder das geplante Emissionsvolumen nicht erreicht, kommt der Konsortialvertrag entweder nicht oder nur in Höhe der gemachten Konsortialzusagen/des platzierten Volumens zustande. Bei Emissionskonsortien (Wertpapiere) handelt es sich in diesem Fall um ein Begebungskonsortium, das der Regelung des § 1 Abs. 1 Satz 2 Nr. 4 KWG (Finanzkommissionsgeschäft) unterliegt.  Beim Underwriting hingegen verpflichtet sich der Konsortialführer verbindlich, einen genau festgelegten Kreditbetrag zur Verfügung zu stellen oder den gesamten Emissionsbetrag zu übernehmen (deshalb auch: Übernahmekonsortium), ohne dass es auf die gesamten Konsortialanteile künftiger Konsortialbanken ankommt; dabei geht der Konsortialführer und/oder die Konsorten das Risiko ein, im schlechtesten Falle den gesamten Kreditbetrag oder die gesamte Emission alleine darstellen, platzieren oder übernehmen zu müssen. Das Underwriting gilt aufsichtsrechtlich als Emissionsgeschäft nach § 1 Abs. 1 Satz 2 Nr. 10 KWG.

## Zweck und Ziele
Konsortien werden für Konsortialgeschäfte gegründet, wenn das Platzierungsvolumen oder die Kredithöhe für ein einzelnes Institut zu groß ist (Großkredit nach § 13 KWG) oder wenn für ein einzelnes Institut hierdurch zu einseitige Geschäftsrisiken (Klumpenrisiko) entstehen würden. Durch Verteilung auf verschiedene, nicht konzernverbundene Banken wird dieses Risiko gemindert. Das Konsortium ist damit ein wesentliches Instrument der Risikostreuung. Dem Bankkunden wird durch ein Konsortium die Aufnahme einer Vielzahl von Geschäftsverbindungen bei verschiedenen Banken mit möglicherweise unterschiedlichen Konditionen erspart, weil er beim Konsortium lediglich mit dem Konsortialführer kommunizieren muss und einheitliche Konditionen erhält. Ist das Konsortialgeschäft endgültig abgewickelt, endet auch der Zweck des Konsortiums, für den es gebildet wurde.